# زندگی و ماجراهای نیکلاس نیکلبی (فیلم ۱۹۴۷)
زندگی و ماجراهای نیکلاس نیکلبی (انگلیسی: The Life and Adventures of Nicholas Nickleby که به سادگی با نام نیکلاس نیکلبی نیز شناخته می‌شود) فیلمی در ژانر درام به کارگردانی آلبرتو کاوالکانتی است که در سال ۱۹۴۷ منتشر شد. از بازیگران آن می‌توان به استنلی هالووی و سدریک هاردویک اشاره کرد.